# Gornja Bukovica (Valjevo)
Pour les articles homonymes, voir Gornja Bukovica.
Gornja Bukovica (en serbe cyrillique : Горња Буковица) est un village de Serbie situé sur le territoire de la Ville de Valjevo, district de Kolubara. Au recensement de 2011, il comptait 893 habitants.
Gornja Bukovica est également connue sous le nom de Bukovica.

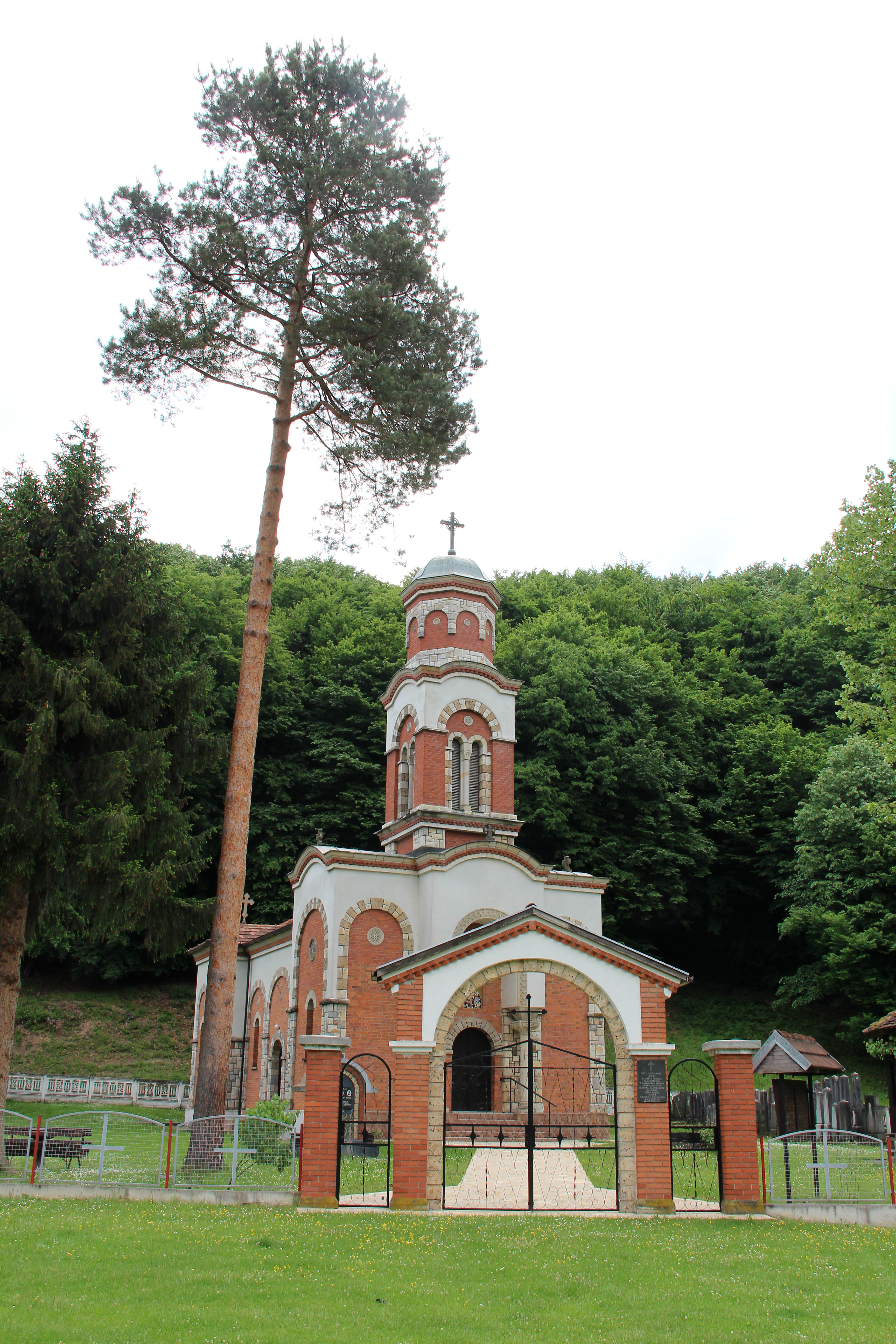
Gornja Bukovica - eglese
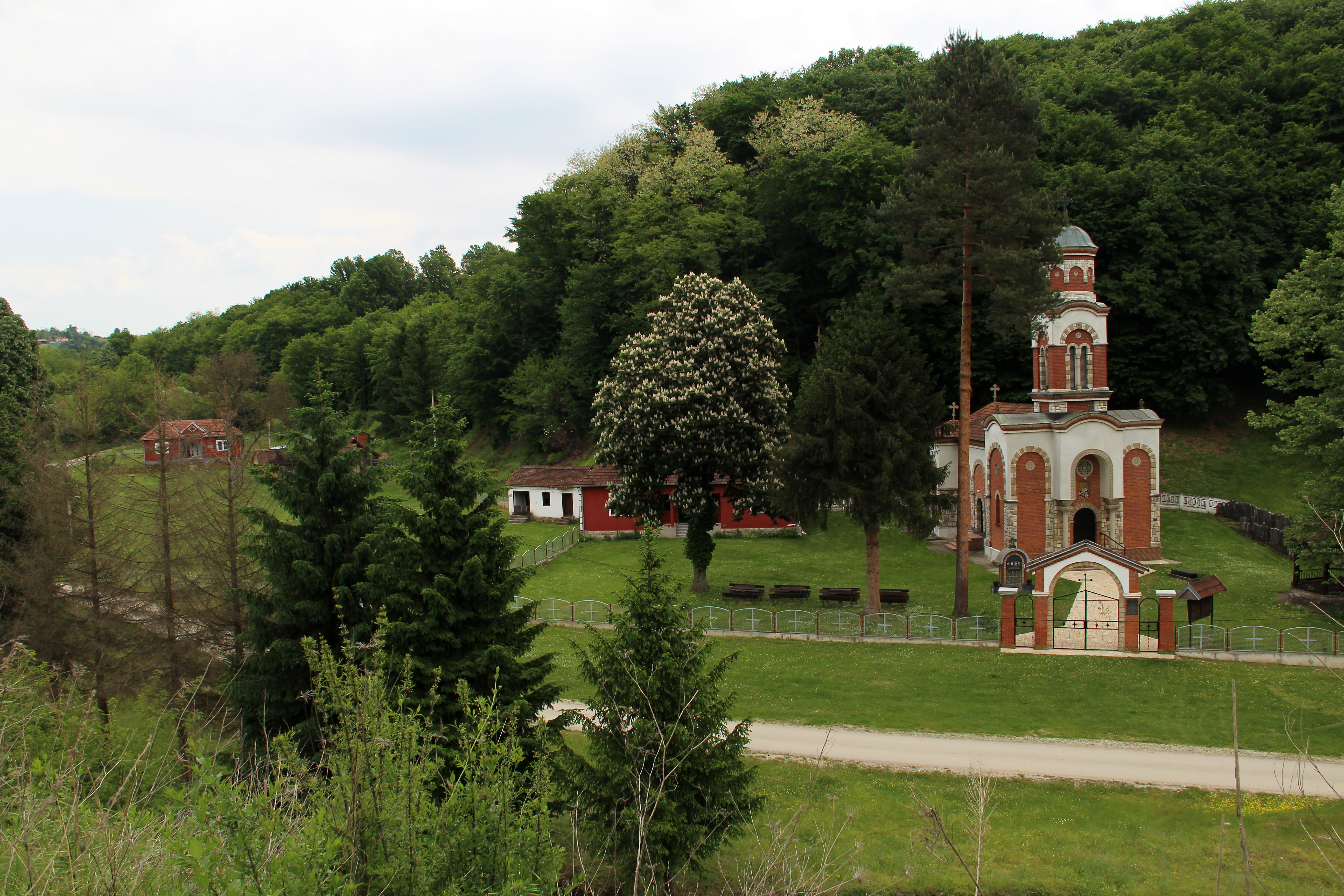
Gornja Bukovica - eglese
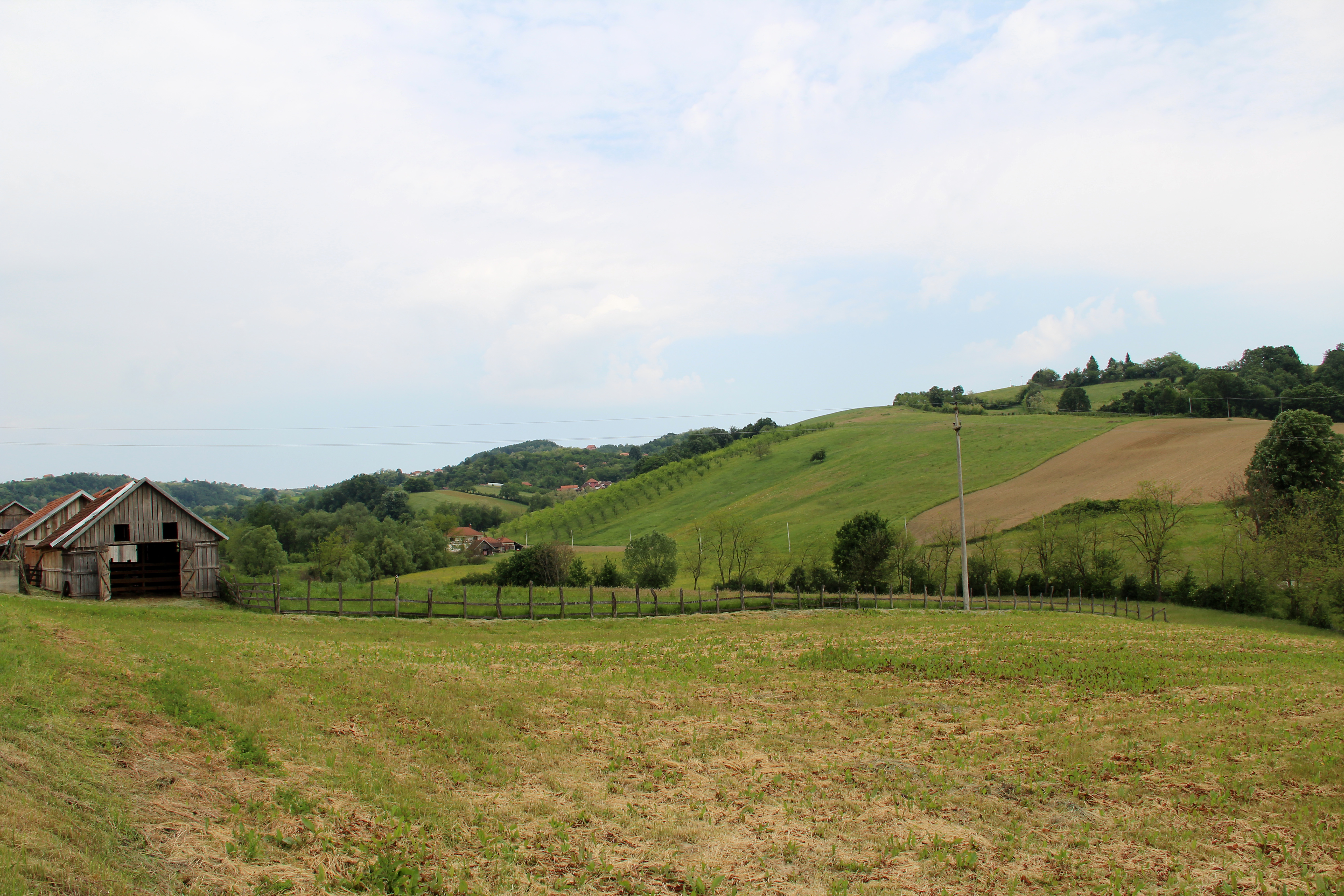
Gornja Bukovica - panorama
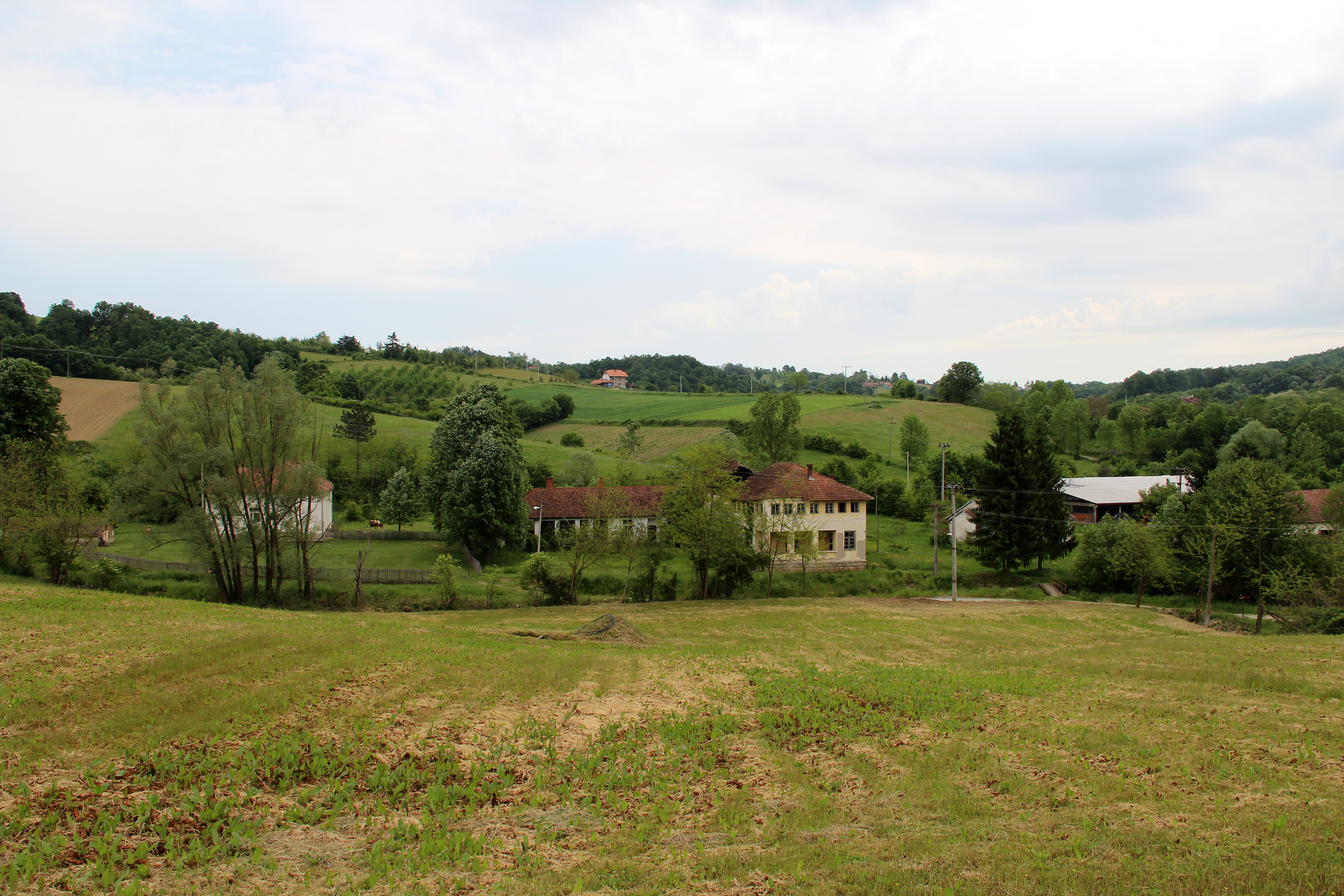
Gornja Bukovica - panorama
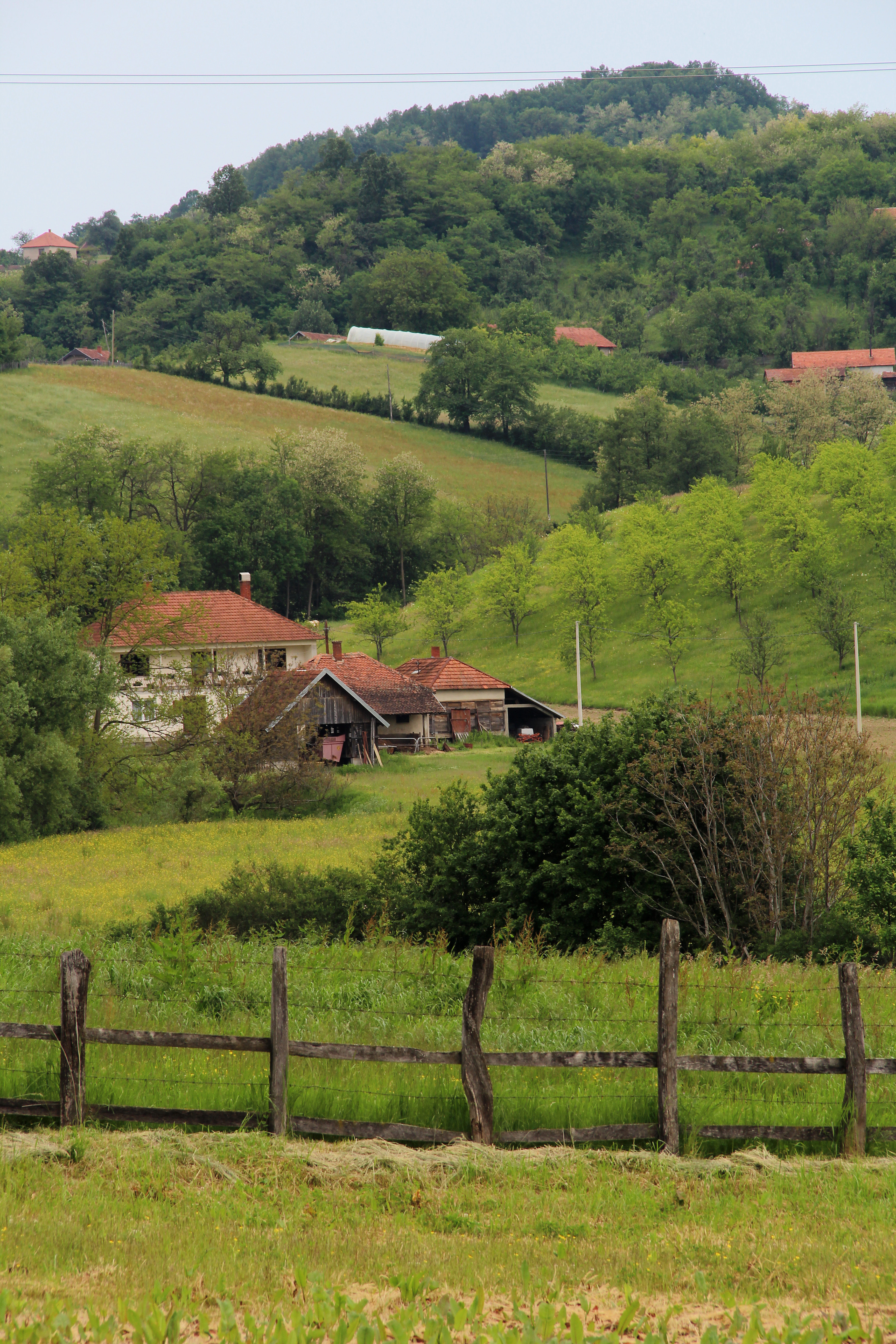
Gornja Bukovica - panorama
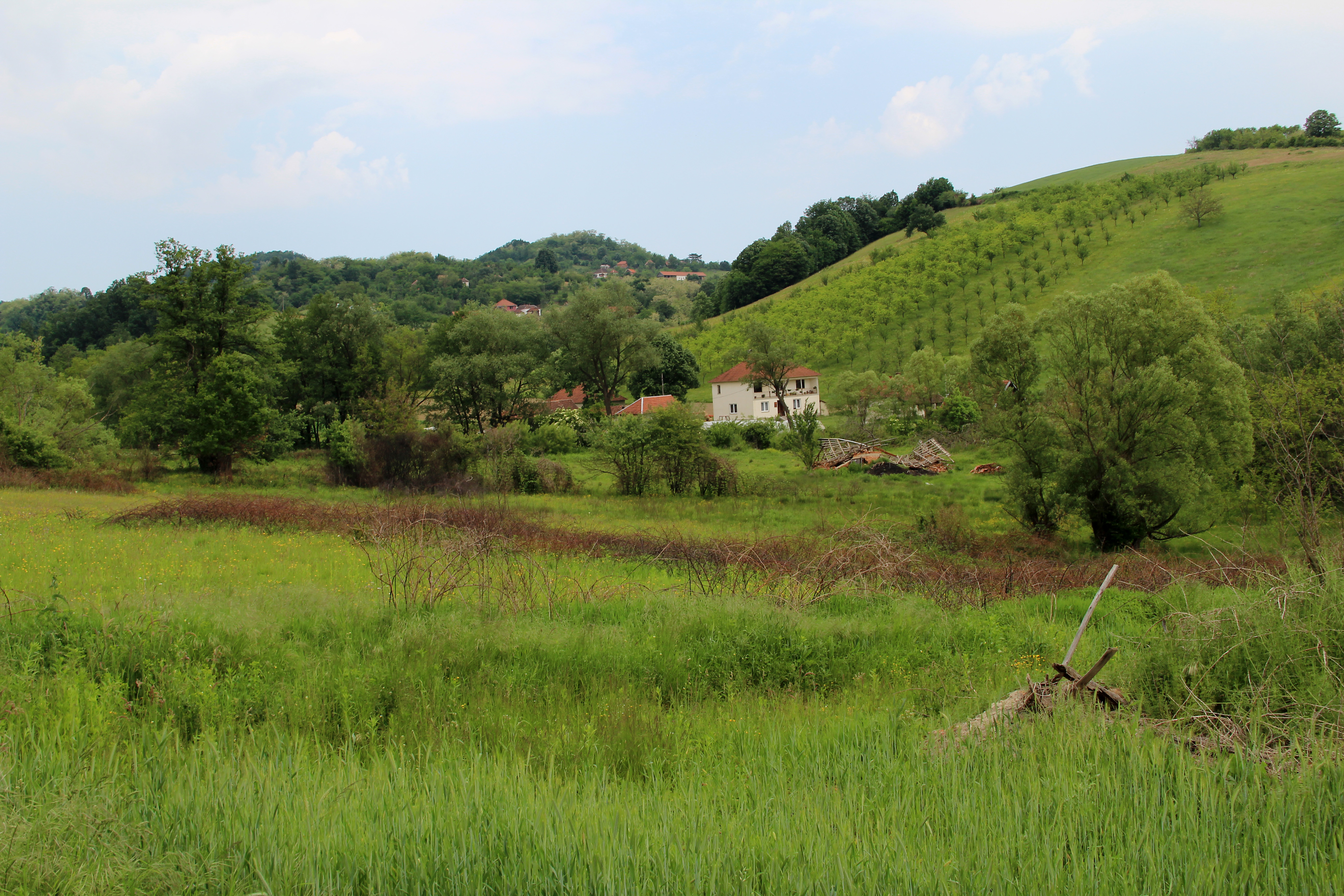
Gornja Bukovica - panorama
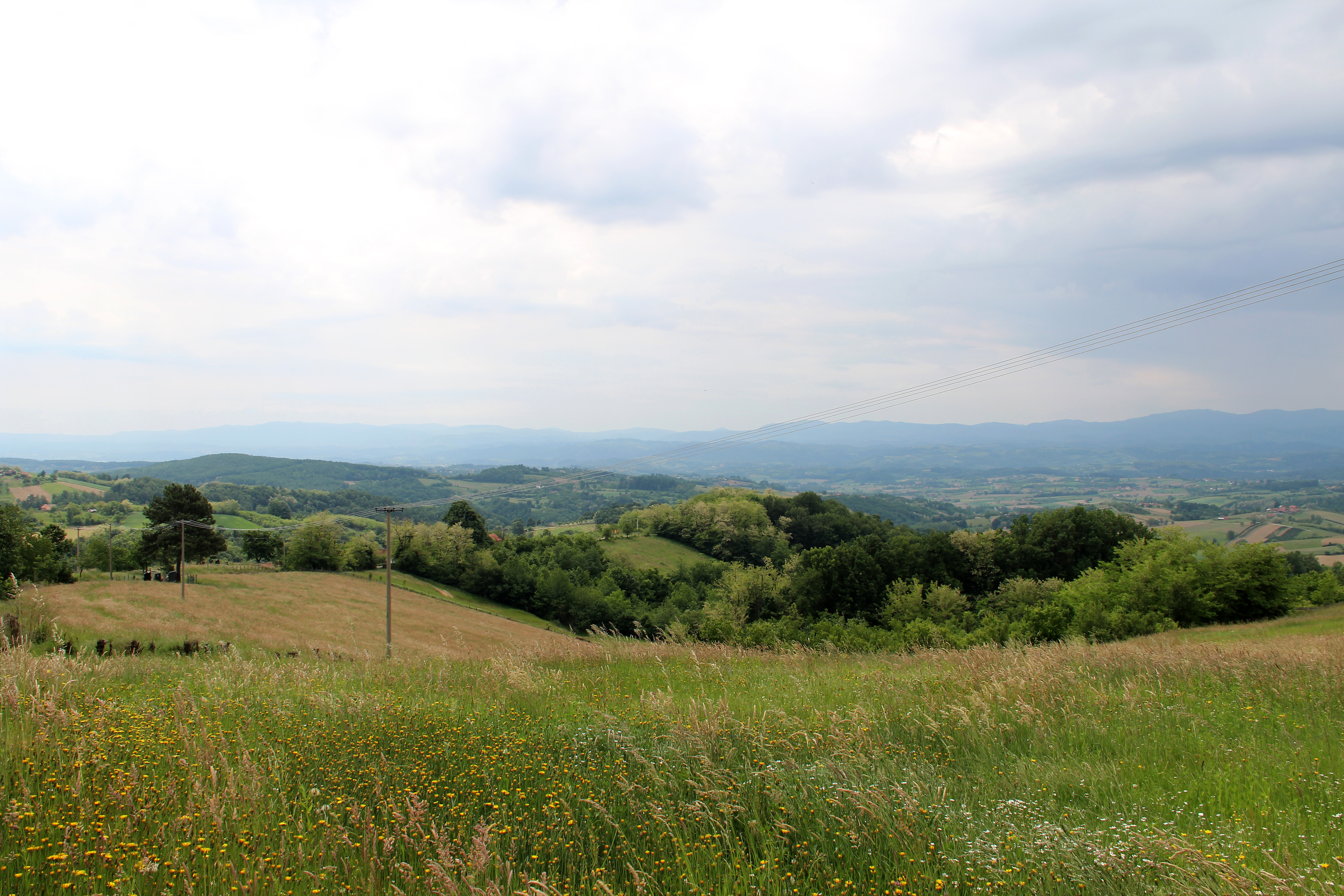
Gornja Bukovica - panorama

## Démographie

### Évolution historique de la population
| 1948  | 1953  | 1961  | 1971  | 1981  | 1991  | 2002  | 2011 |
| ----- | ----- | ----- | ----- | ----- | ----- | ----- | ---- |
| 2 088 | 2 036 | 1 943 | 1 778 | 1 541 | 1 319 | 1 117 | 893  |

|  |